# Vasiliki Gkatziou
Vasiliki Gkatziou (griechisch Βασιλική Γκάτζιου; * 8. Oktober 1997 in Kastoria, Griechenland) ist eine griechische Handballspielerin, die für den deutschen Bundesligisten Sport-Union Neckarsulm aufläuft.

## Karriere
Gkatziou begann das Handballspielen in ihrer Geburtsstadt beim Verein AOA Kastoria. Nachdem die Linkshänderin später für den Verein AEP Panorama aufgelaufen war, schloss sie sich im Sommer 2017 dem Erstligisten PAOK Thessaloniki an. Mit PAOK gewann sie jeweils zwei Mal die griechische Meisterschaft und den griechischen Pokal. Im Jahre 2021 unterschrieb sie einen Vertrag beim spanischen Erstligisten Rocasa Gran Canaria, mit dem sie in der Saison 2021/22 den EHF European Cup gewann. Im Sommer 2023 wechselte die Außenspielerin zum deutschen Bundesligisten Sport-Union Neckarsulm.
Gkatziou läuft für die griechische Nationalmannschaft auf. Weiterhin gehörte sie dem Kader der griechischen Beachhandballnationalmannschaft an.